# Ferguson Township (Missouri)
Die Ferguson Township ist eine von 28 Townships im St. Louis County im Osten des US-amerikanischen Bundesstaates Missouri und Bestandteil der Metropolregion Greater St. Louis. Das U.S. Census Bureau hat bei der Volkszählung 2020 eine Einwohnerzahl von 33.034 ermittelt.

## Geografie
Die Ferguson Township liegt im nordwestlichen Vorortbereich von St. Louis. Der Missouri River verläuft rund 10 km nordwestlich bis nordöstlich der Township; der Mississippi, der die Grenze zu Illinois bildet, befindet sich rund 10 km östlich.
Die Ferguson Township liegt auf 38° 45′ N, 90° 17′ W und erstreckt sich über 24,9 km².
Die Ferguson Township liegt im Norden des St. Louis County und grenzt im Norden und Nordosten an die Spanish Lake Township, im Osten an die St. Ferdinand Township, im Süden an die Norwood Township, im Westen an die Airport Township sowie im Nordwesten an die Florissant Township.

## Verkehr
Die Interstate 270, die nördliche Umgehungsstraße von St. Louis, durchquert das Zentrum der Ferguson Township. Bei allen weiteren Straßen innerhalb der Township handelt es sich um innerstädtische Verbindungsstraßen.
Den südlichen Rand der Ferguson Township bildet eine Eisenbahnlinie der Norfolk Southern Railway (NS), die von St. Louis nach Kansas City führt.
Der Lambert-Saint Louis International Airport liegt rund 2 km südwestlich der Ferguson Township.

## Demografische Daten
Nach der Volkszählung im Jahr 2010 lebten in der Ferguson Township 34.923 Menschen in 13.642 Haushalten. Die Bevölkerungsdichte betrug 1402,5 Einwohner pro Quadratkilometer. In den 13.642 Haushalten lebten statistisch je 2,52 Personen.
Ethnisch betrachtet setzte sich die Bevölkerung zusammen aus 67,6 Prozent Afroamerikanern, 29,1 Prozent Weißen, 0,5 Prozent Asiaten, 0,3 Prozent amerikanischen Ureinwohnern sowie 0,5 Prozent aus anderen ethnischen Gruppen; 2,0 Prozent stammten von zwei oder mehr Ethnien ab. Unabhängig von der ethnischen Zugehörigkeit waren 1,5 Prozent der Bevölkerung spanischer oder lateinamerikanischer Abstammung.
25,2 Prozent der Bevölkerung waren unter 18 Jahre alt, 61,8 Prozent waren zwischen 18 und 64 und 13,0 Prozent waren 65 Jahre oder älter. 54,5 Prozent der Bevölkerung war weiblich.
Das mittlere jährliche Einkommen eines Haushalts lag bei 44.198 USD. Das Pro-Kopf-Einkommen betrug 20.749 USD. 13,0 Prozent der Einwohner lebten unterhalb der Armutsgrenze.

## Ortschaften
Die Bevölkerung der Ferguson Township lebt in folgenden Ortschaften:
Citys
| - Black Jack1 - Dellwood2 - Ferguson2 | - Florissant3 - Hazelwood4 |

Village
- Calverton Park

1 – überwiegend in der Spanish Lake Township

2 – teilweise in der Norwood Township

3 – überwiegend in der Florissant Township, teilweise in der Lewis and Clark, der Northwest und der Spanish Lake Township

4 – überwiegend in der Northwest Township, teilweise in der Airport, der Lewis and Clark und der Florissant Township